# Richard Scarry's Busytown
Richard Scarry's Busytown est un jeu vidéo éducatif sorti en 1993 sous DOS et en 1994 sur Mega Drive. Sur PC, le développement a été confié à Pearson Software et l'édition a été effectuée par Simon & Schuster; tandis que sur Mega Drive, le jeu a été développé par Novotrade et édité par Sega. Ce jeu est basé sur les livres éducatifs de Richard Scarry, ainsi que sur la série de dessins animés Le Monde irrésistible de Richard Scarry.